# 고려정계비
고려정계비(高麗定界碑) 또는 선춘령비(先春嶺碑)는 예종 3년 (1108년) 동북 9성의 최북단에 세웠다고 전해지는 석비이다. 동북 9성의 최북단에 위치했기 때문에, 동북 9성의 위치에 관한 연구에서도 중요하게 다루어지고 있으나, 실물이 발견된 적이 없기 때문에 위치 등 자세한 내용은 밝혀지지 않았다.

## 배경
예종 2년 (1107년) 고려는 북진 정책의 일환으로서, 윤관과 오연총을 중심으로 여진을 공격하여 영토를 점령한 후, 점령지에 동북 9성을 축조하였다. 윤관은 새로 점령한 영토의 경계를 표시하기 위해 비석을 세웠으며, 고려사와 고려사절요에는 이 비의 위치가 동북 9성의 최북단인 공험진이었다고 기록되어 있다.

### 위치
세종실록 지리지에는 고려정계비의 정확한 위치가 함경도 거양성에서 서쪽으로 60리 떨어진 선춘현이라고 기록되어 있다.
 其東北七十里有土城基卽巨陽城 (중략) 城本高麗大將尹瓘所築自巨陽西距六十里先春峴卽尹瓘立碑處

 — 세종실록 지리지 함길도 길주목 경원도호부
그 동북쪽으로 70리에 토성기가 있으니, 곧 거양성이다. (중략) 그 성은 본래 고려 대장 윤관이 쌓은 것이다. 거양에서 서쪽으로 60리를 가면 선춘현이니, 곧 윤관이 비를 세운 곳이다.
 — 국사편찬위원회 조선왕조실록 데이터베이스
이 기록에 따르면 고려정계비는 두만강 북쪽에 위치하는데, 이는 동북 9성의 두만강 이북 가설을 지지하는 증거로서 받아들여지고 있다. 하지만 세종실록 지리지의 내용을 그대로 받아들일 경우, 공험진과 선춘현의 위치는 큰 차이를 보이기 때문에, 공험진과 고려정계비가 두만강 북쪽이 아니라고 보는 관점도 있다.

### 동북 9성 위치 추정과의 연관성
고려정계비는 동북 9성의 최북단에 있다는 특성으로 인해, 동북 9성의 위치를 추정할 때 중요하게 다루어지는 주제이나, 고려정계비의 실물은 발견된 적이 없기 때문에 연구에 많은 어려움이 따른다.
세종은 1439년 김종서에게 '선춘점에 윤관이 세운 비'를 포함해 동북 9성의 위치를 조사할 것을 지시했으나, 그 결과는 전해지지 않는다.
조선 중기 한백겸은 함경남도 마운령에 있는 돌단을 고려정계비의 흔적으로 보아, 동북 9성의 위치를 길주 이남으로 보았으나, 1929년 최남선은 이 비석이 사실 마운령 진흥왕 순수비로, 고려정계비와 관련이 없다고 주장하였다.

## 내용
세종실록 지리지에서는 비석의 내용과 관련하여 다음과 같은 언급이 존재한다. 이 이외에 전해지는 고려정계비의 내용은 없으며, 세종 시기 비석을 찾아 비문을 옮기려고 시도하기도 했으나 전해지는 결과물은 없다.
 其碑四面有書爲胡人剝去其字後有人堀其根有高麗之境四字

 — 세종실록 지리지 함길도 길주목 경원도호부
그 비의 4면에 글이 새겨져 있었으나, 호인이 그 글자를 깎아 버렸는데, 뒤에 사람들이 그 밑을 팠더니, ‘고려지경(高麗之境)’이라는 4자가 있었다.
 — 국사편찬위원회 조선왕조실록 데이터베이스

## 고려정계비의 비실존 주장
고려정계비를 찾으려는 시도가 여러 차례 있었음에도 정확한 위치나 일말의 흔적조차 밝혀지지 않았다는 점에서, 일각에서는 '고구려의 옛 비석'을 가리키는 말이 세월이 지남에 따라 새로운 비를 세웠다는 것으로 이야기가 변화한 것으로 보기도 한다. 이 주장은 동북 9성의 두만강 이남 가설과 관련이 있다.